# Coupe du monde de marche 1967
Navigation
Pescara 1965 Eschborn 1970
La 4e édition de la Coupe du monde de marche s'est déroulée le 15 octobre 1967 dans les rues de Bad Saarow, en République démocratique allemande.

## Tableau des médailles
| Rang | Nation             | Or | Argent | Bronze | Total |
| ---- | ------------------ | -- | ------ | ------ | ----- |
| 1    | Allemagne de l'Est | 2  | 1      | 0      | 3     |
| 2    | Union soviétique   | 1  | 2      | 1      | 4     |
| 3=   | États-Unis         | 0  | 0      | 1      | 1     |
| 3=   | Royaume-Uni        | 0  | 0      | 1      | 1     |
|      | Total              | 3  | 3      | 3      | 9     |

## Podiums

### Hommes
| Épreuve                             | Or                                                 | Argent                                                | Bronze                                                |
| ----------------------------------- | -------------------------------------------------- | ----------------------------------------------------- | ----------------------------------------------------- |
| 20 km                               | Mykola Smaha Union soviétique 1 h 28 min 39 s      | Volodymyr Holubnychy Union soviétique 1 h 28 min 58 s | Ron Laird États-Unis 1 h 29 min 13 s                  |
| 50 km                               | Christoph Höhne Allemagne de l'Est 4 h 09 min 09 s | Peter Selzer Allemagne de l'Est 4 h 11 min 40 s       | Aleksandr Shcherbina Union soviétique 4 h 13 min 07 s |
| Lugano Trophy - Combiné par équipes | Allemagne de l'Est 128 pts                         | Union soviétique 107 pts                              | Royaume-Uni 104 pts                                   |